# Pylons
Pylons计划是开发一组用Python书写的web应用技术的开源组织。最初这个计划只是一个叫做Pylons的单一的web框架，但是后来合并了repoze.bfg框架，并取了新名字Pyramid，Pylons计划现在由多个有关的web应用技术组成。

## Pyramid
Pyramid是用Python书写的开源web应用框架，它基于了WSGI。它是受到Zope、Pylons和Django启发的极简主义的web框架。
Pyramid最初叫做“repoze.bfg”，它获得关注主要在于Zope和Plone社区，随着开放社会基金会的KARL计划从Plone迁移至BFG。在2010年宣布了Pylons框架将于版本1.5转移到使用BFG作为基础。作为将BFG包括入Pylons计划的结果，BFG被重命名为Pyramid。

### 特征
Pyramid是极简主义的跨平台web框架。它不预定持久化方式，可以通过SQLAlchemy集成于SQL数据库或集成于Zope对象数据库二者，还有其他NoSQL数据库比如CouchDB。
Pyramid允许开发者使用正则表达式定义映射到对象的路由。同样跟从框架Zope，Pyramid允许层级对象遍历，这里URL的每个部份都是包含其他对象的对象，这种方式类似于文件系统中的文件夹。

### 例子代码
```
from
 
wsgiref.simple_server
 
import
 
make_server

from
 
pyramid.config
 
import
 
Configurator

from
 
pyramid.response
 
import
 
Response

def
 
hello_world
(
request
):

    
return
 
Response
(
'Hello World!'
)

if
 
__name__
 
==
 
'__main__'
:

    
with
 
Configurator
()
 
as
 
config
:

        
config
.
add_route
(
'hello'
,
 
'/'
)

        
config
.
add_view
(
hello_world
,
 
route_name
=
'hello'
)

        
app
 
=
 
config
.
make_wsgi_app
()

    
server
 
=
 
make_server
(
'0.0.0.0'
,
 
6543
,
 
app
)

    
server
.
serve_forever
()

```

## Pylons框架
Pylons是一个开放源代码的Web应用框架，使用Python语言编写。它对WSGI标准进行了扩展应用，提升了重用性且将功能分割到独立的模块中。
Pylons类似于Django和TurboGears。Pylons受Ruby on Rails影响很深：它的两个组件，Routes和WebHelpers是Rails特性的Python实现。

### 安装和依赖
Pylons的官方安装方法是从Python CheeseShop下载使用EasyInstall完成，而大部分的附加工具也通常以相同方式安装。

### URL分派
Pylons普遍使用的URL分派器是Routes，实际是Ruby on Rails的URL分派的Python重新实现，其他的URL分派器只要是WSGI兼容也可以使用，例如Selector。

### HTML生成
另一个从Rails Pylons化的部分是WebHelpers，它提供了基于路径的URL映射。WebHelpers也提供了一些实用的功能来生成基于script.aculo.us和Prototype库的JavaScript代码。

### 模板
Myghty是缺省的Pylons模板语言，但在版本0.9.6它被替代为Mako。也可以使用其他模板语比如Genshi。

### 数据库抽象和对象关系映射
Pylons没有默认的数据库程序库。可以使用比较有名的SQLObject和SQLAlchemy。